# Tenorsaxofon
Tenorsaxofon (též tenorový saxofon) je nástroj saxofonové rodiny střední velikosti. Je laděn v B♭ a zní o velkou nonu (oktáva+ celý tón) níže než v notovém zápise.
Jako sólový nástroj se s oblibou používá v jazzu, blues a příbuzných žánrech. Je také součástí dechových orchestrů nebo big bandů, v symfonických orchestrech je zastoupen jen velice zřídka. V dechových orchestrech má ale spíše podpůrnou úlohu, málokdy je mu přiřazena samostatná melodická linka (na rozdíl od altového nebo sopránového saxofonu).
Převážná většina hráčů na saxofon začíná s altsaxofonem, přechod na tenorsaxofon však není příliš obtížný, protože oba nástroje mají stejné prstoklady; tenorsaxofon je větší a má také o něco větší hubičku.
Snad nejslavnějším tenorsaxofonistou je John Coltrane, dalšími známými tenorsaxofonisty jsou Coleman Hawkins, Lester Young nebo Stan Getz.